# Seudre

Satellitbild (SPOT) över Seudres mynning

Seudre är en liten flod i Charente-Maritime, ett franskt departement beläget i regionen Nouvelle-Aquitaine i västra Frankrike. 

## Beskrivning
Seudre rinner upp på Saint-Genis-de-Saintonge, en landskommun sydöst om departementet Charente-Maritime, i den gamla provinsen Saintonge. Floden har sin källa i en tallskog, Forêt de La Lande, tillika Charente-Maritimes tredje största skog, på mer än 5 500 hektar. Floden flyter därefter i nordvästlig riktning och rinner genom de tre små städerna Saujon, Marennes och La Tremblade. I Saujon börjar flodmynningen. Avrinningsområdet är omkring  855 km² och floden genomflyter 26 kommuner, alla belägna i Charente-Maritime.

## Flodens utlopp
Seudre utmynnar i Atlanten mittemot Oléron, Frankrikes näst största ö. Vid mynningen är floden 4 km bred och en modern hängbro, Pont de la Seudre, byggdes över den år 1972. Marennes ligger vid flodmynningens nordöstra strand och La Tremblade, Frankrikes största ostronhamn, vid flodens västra strand. Bassin de Marennes-Oléron är Europas största ostronodling. Seudre bidrar med färskvatten till ostronen i denna odling och är därmed en viktig resurs för ostronnäringen.
Floden är segelbar upp till flodmynningen vid Saujon. Vattendragets totala längd är 68 km varav flodmynningen utgör 25 km. De gamla handelsfartygen upphörde att segla på Seudre i slutet av 1800-talet och numera går bara ostronbåtar, fritidsbåtar och segelbåtar på floden. I dag är Saujon och Marennes hamnar med omkring ett hundra fritidsbåtar och segelbåtar.